# Nicolaaskerk (Swichum)
De Nicolaaskerk is een kerkgebouw in Swichum in de Nederlandse provincie Friesland. De kerk is een rijksmonument en is eigendom van de Stichting Alde Fryske Tsjerken.

## Geschiedenis
De kerk was oorspronkelijk gewijd aan Nicolaas van Myra. De eenbeukige bakstenen kerk uit de 13e eeuw heeft een zadeldaktoren. De toren met twee klokken (uit 1438 en 1548) kreeg in 1883 een beklamping. De Nicolaaskerk staat op een terp die voor een groot deel begin 20e eeuw is afgegraven. 

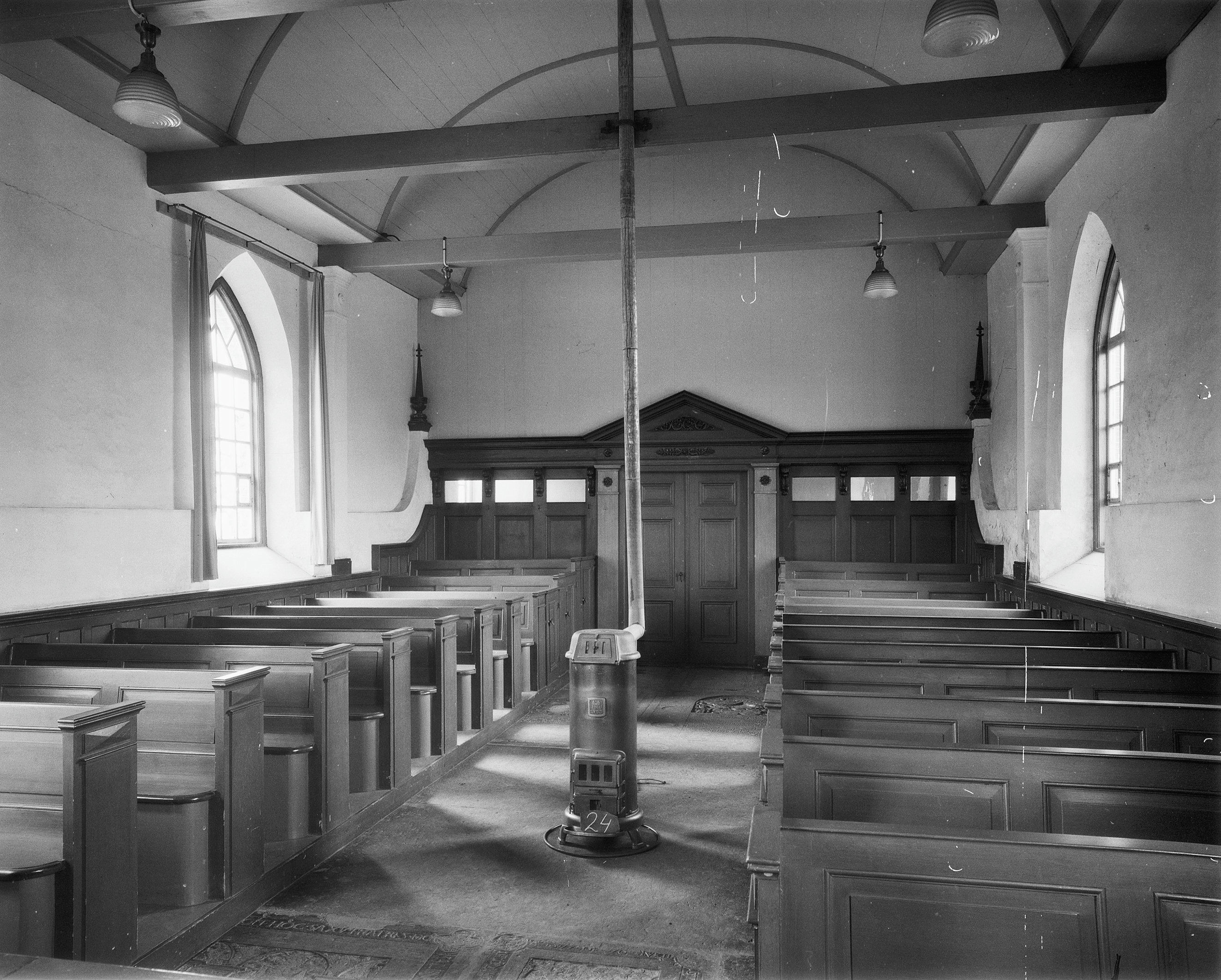
Interieur in 1959
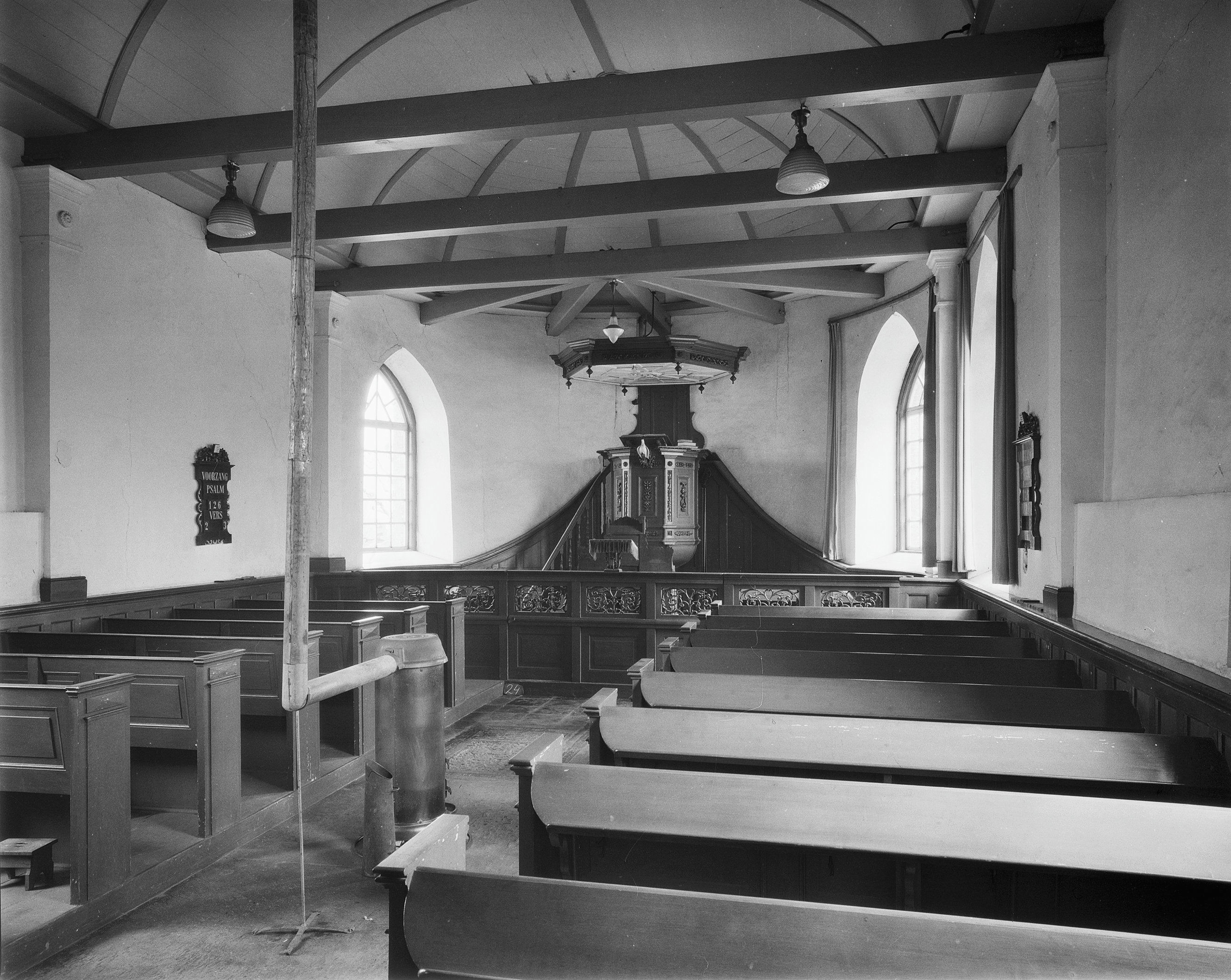
Interieur met preekstoel

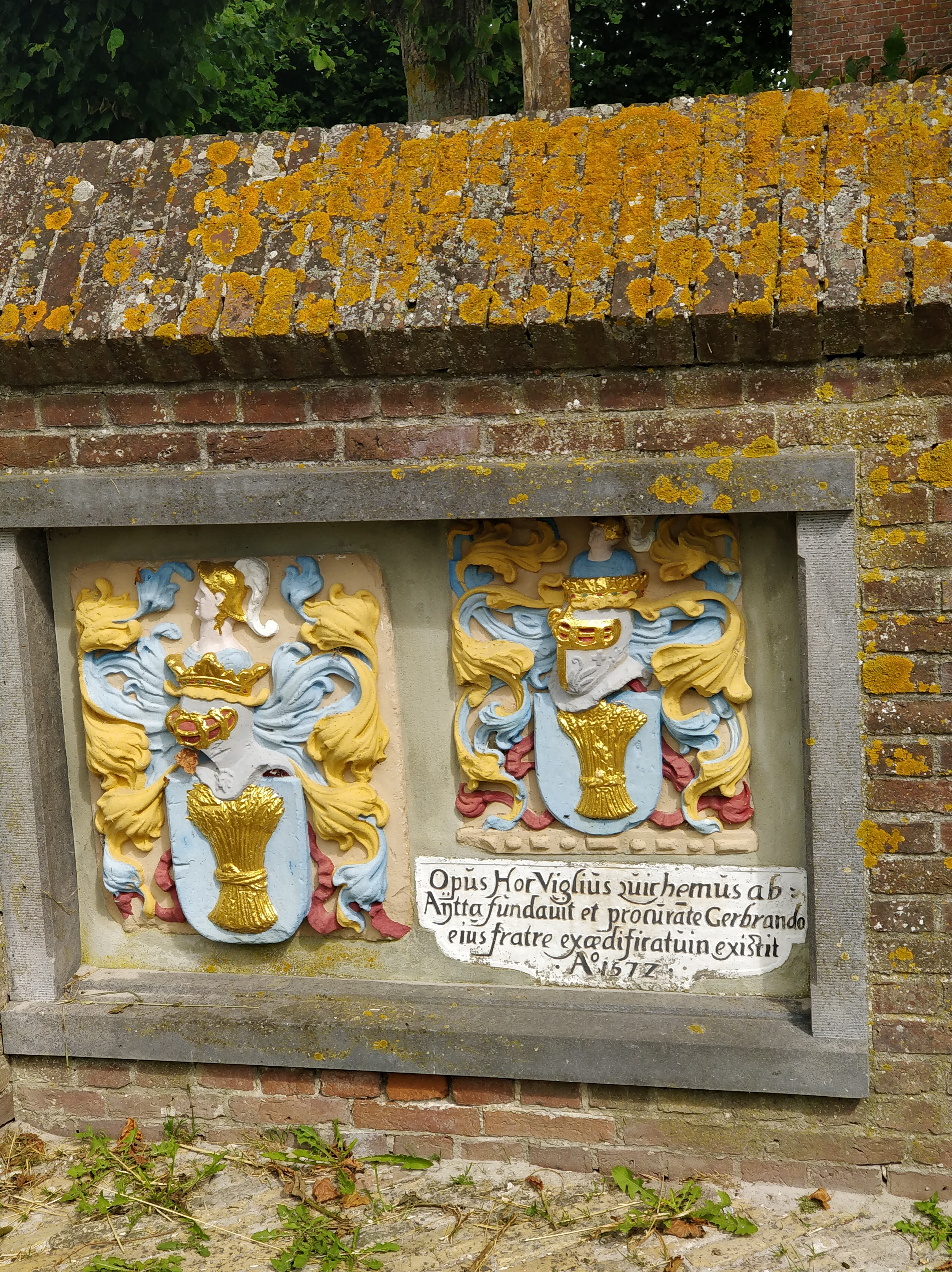
In de muur een gevelsteen uit 1572 van het in 1912 afgebroken Aytta-Godshuis